# Huron Plaza
Huron Plaza is een wolkenkrabber in Chicago, Verenigde Staten. Het gebouw staat op 30 East Huron Street en werd in 1983 opgeleverd.

## Ontwerp
Huron Plaza is 170,69 meter hoog en telt 56 verdiepingen. Het is door Gordon and Levin in modernistische stijl ontworpen en heeft een gevel van beton. Het gebouw heeft een oppervlakte van 47.384 vierkante meter.
Het gebouw bevat naast woningen ook winkels, een parkeergarage, een zwembad en een fitnesscentrum. Het bevat studio's, twee-, drie- en vierkamer appartementen.